# Phare de Baracoa
Le phare de Baracoa (en espagnol : Faro de Baracoa) est un phare actif situé au port de Baracoa, sur le littoral nord-est de la province de Guantánamo, à Cuba.

## Histoire
Le premier phare a été établi en 1870. La lumière d'origine était montée sur un mât au-dessus de la maison du gardien. En 1906, elle fut montée sur une tour métallique à claire-voie de 11 m. Celle-ci fut remplacée par une deuxième tour vers 1930. En 1956, la tour fut remplacée par une tour métallique plus courte. Après 1960, la balise fut montée sur un petit mât au sommet d’un bâtiment en béton de quatre étages . Après la tempête tropicale Isaac en août 2012 qui avait détruit le bâtiment, la balise a ensuite été déplacée temporairement sur une petite tour en fibre de verre située sur un promontoire à environ 3 km à l'est de la ville. En 2017 elle a été installée sur une haute tour en fibre de verre sur le front de mer, à l'entrée sud du port de Baracoa.
 

## Description
Ce phare  est une tour en fibre de verre blanche avec une balise de 17 m de haut. Il émet, à une hauteur focale de 23 m, un éclat jaune par période de 6 secondes. Sa portée n'est pas connue
Identifiant : CU-0596 - Amirauté : J5016 - NGA : 110-13000 .

### Lien connexe
- Liste des phares de Cuba